# 張徽光
張 徽光（ちょう きこう、? - 313年）は、前趙の昭武帝劉聡の皇后。劉聡の母である張皇太后の姪で、劉聡の母方の従妹にあたる。

## 生涯
張寔（張皇太后の弟）の娘として生まれた。312年3月、妹の張麗光と共に張皇太后に召されて後宮に入り、貴人に封ぜられた。
6月、劉聡は貴嬪の劉英を皇后に立てようとした。だが、張皇太后が張徽光を皇后に立てるよう望んだため、やむなく従った。まもなく劉英も没した。12月、劉聡はやむなく張徽光を皇后に立て、父の張寔を左光禄大夫に任じた。
313年3月、張皇太后は崩じた。張徽光は号泣し、後を追うように2日後に崩じた。孝と諡された。
張徽光の侍女である樊氏は、後に劉聡の皇后に立てられた。

## 伝記資料
- 『晋書』劉聡載記
- 『資治通鑑』